# ناحیه بلوها
ناحیه بلوها (انگلیسی: Beloha District) یک منطقهٔ مسکونی در ماداگاسکار است که در آندروی واقع شده‌است.